# Herbert Genzmer

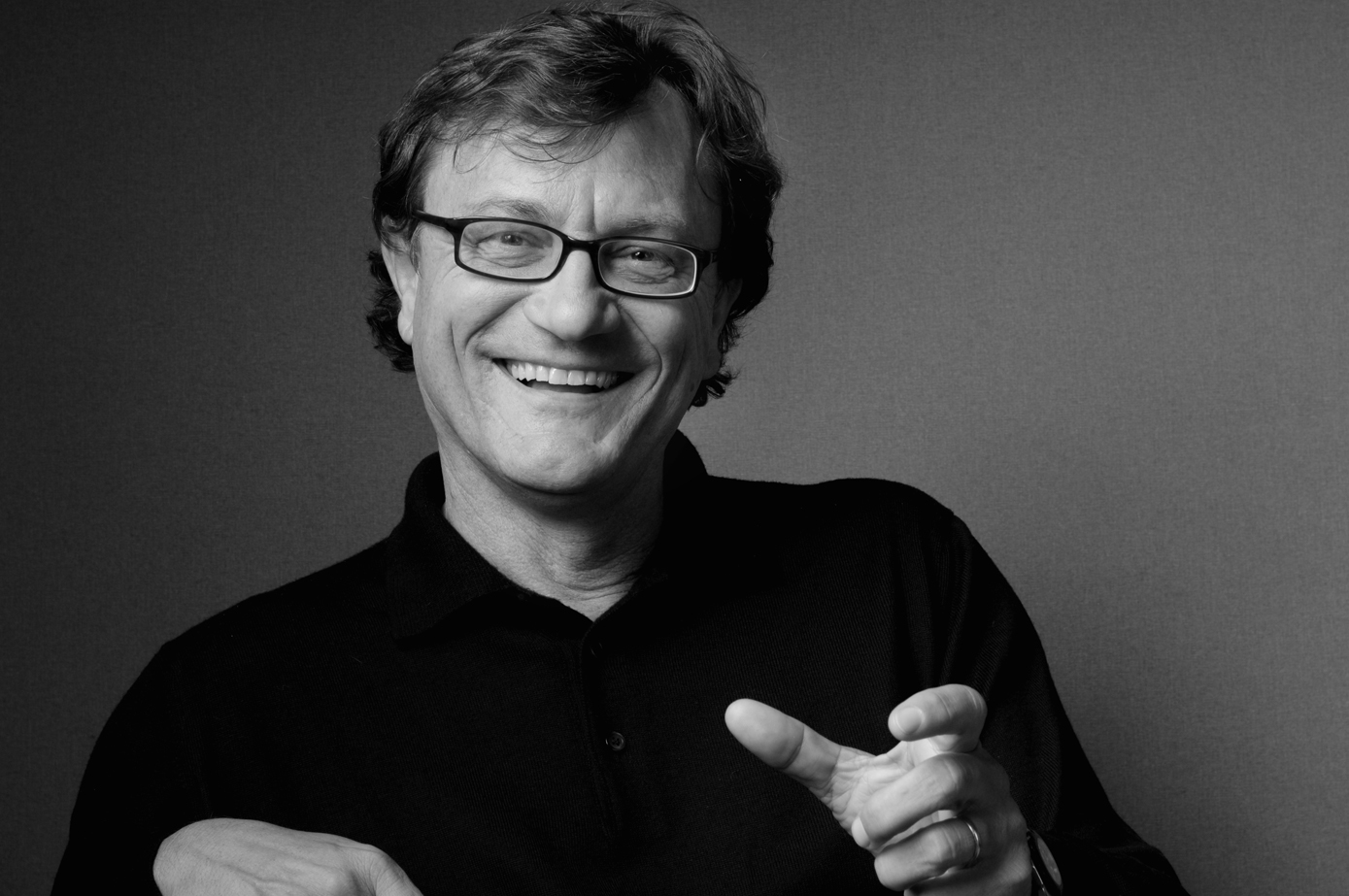
Herbert Genzmer 2007

Herbert Arno Karl Genzmer (* 21. Juni 1952 in Krefeld) ist ein deutscher Sprachwissenschaftler, Schriftsteller und Übersetzer.

## Leben

### Jugend und Ausbildung
Genzmer wuchs in Krefeld auf, beschloss aber nach dem Abitur, seine Geburtsstadt hinter sich zu lassen. Er studierte Anglistik, Kunstgeschichte und Sprachwissenschaft an der Freien Universität Berlin, der Heinrich-Heine-Universität Düsseldorf und der Universität zu Köln. Nach Abschluss des Studiums in Deutschland zog es ihn zunächst nach Mexiko, wo er ein Semester studierte. Dann setzte er seine Reise in Asien fort und verbrachte ein Jahr in Singapur. Schließlich entschied er sich für die USA schrieb sich an der University of California, Berkeley ein und promovierte dort mit einer sprachwissenschaftlichen Dissertation zum Thema „Lügenstrategien in Deutsch, Englisch und Spanisch“.

### Sprachwissenschaftler
Während seiner Studienzeit in Berkeley bot Random House ihm und einem Kollegen an, ein Sprachlehrbuch für das erste Jahr Deutsch als Fremdsprache basierend auf Tracy Terrells Natural Approach zu schreiben. Das Ergebnis war 1987 das Lehrbuch Kontakte. A Communicative Approach.
Ab 1987 unterrichtete Genzmer am Institut für Germanistik der Universität in Berkeley und leitete das Sprachprogramm für Deutsch als Fremdsprache. 1992 folgte die Veröffentlichung der Grammatik Spektrum bei Prentice Hall. Nach einem dreijährigen Aufenthalt als Gastprofessor an der Southwestern University in Georgetown, Texas zog Genzmer nach Spanien.
Anlässlich des Erscheinens von „Unsere Grammatik“ äußert sich Genzmer in einem Interview mit Christoph Elles von der Westdeutschen Zeitung zum Thema Sexismus in der Sprache und plädiert für einen sensiblen Umgang mit der Sprache. Dass Frauen im traditionellen Sprachgebrauch nicht vorkommen, ist für ihn Fakt und daran sollte sich etwas ändern. Dennoch ist es nicht möglich, es immer allen recht zu machen, ohne ins Stottern zu geraten. Daher plädiert er für einen verantwortungsbewussten Mittelweg.

### Schriftsteller und Übersetzer
Parallel zu seinen linguistischen Aktivitäten schrieb Genzmer seit Jahren Prosa. 1986 erschien sein erstes Buch Cockroach Hotel, eine Kurzgeschichten-Sammlung. Die Romane Manhattan Bridge und Freitagabend folgten 1987 and 1988. 1989 verließ er Kalifornien und ließ sich in Tarragona, Spanien, nieder, wo er als freier Autor und Übersetzer lebte. Seitdem hat er vierunddreißig Bücher veröffentlicht, Romane, Reisebücher, linguistische Arbeiten und andere Sachbücher, von denen einige in zehn Sprachen übersetzt wurden. Er hat zwölf Romane aus dem amerikanischen und britischen Englisch und dem Niederländischen übersetzt. Seine Artikel und Kurzgeschichten erschienen in Zeitungen und Zeitschriften wie Frankfurter Rundschau, Frankfurter Allgemeine Zeitung, Süddeutsche Zeitung, Bücher, Pending, Apero, entwürfe und Metamorphosen. 2012 veröffentlichte der Verlag Berlin University Press seinen Roman Das perfekte Spiel und 2014 seine Grammatik der deutschen Sprache hören, sprechen, lesen, schreiben: Unsere Grammatik.
Die Neue Zürcher Zeitung nannte Genzmer einmal den amerikanischsten aller deutschen Erzähler. Und Christian Jürgens schrieb im Literaturmagazin Bücher, wenn Genzmers Bücher als Übersetzungen aus dem Amerikanischen gelten würden, wären sie allesamt Bestseller. Genzmers Geschichten sind „wie mit der Kamera geschrieben“, schreibt die Wochenzeitung Die Zeit, „minutiöse Detailaufnahmen von Landschaften, Menschen, Zuständen, Handlungen, verbunden mit einem besonderen und tiefen Interesse an der Ausnahmesituation“. Genzmer ist der „atemlose und schonungslose Chronist der allgemeinen Verwahrlosung“, sagt die Westdeutsche Zeitung.
Genzmers Geschichten spielen nicht oder nur selten in Deutschland. Die USA, Spanien, Portugal, Frankreich, die Türkei sind Orte, an denen Genzmer lebte und lebt, und darin entfaltet sich eine dichte Handlung, die stets verschiedene Genres streift, ohne sich jedoch auf ein bestimmtes festzulegen. Immer ist sein Ton lakonisch, oft zitiert er Elemente aus dem Genre des Krimis, verschreibt sich ihm aber nicht. Die vielschichtige und spannende Handlung spinnt Situationen, die den Menschen vollständig überwältigen, ihn bisweilen lähmen oder ihn in irrationale Handlungen treiben, die seine Lage meist gefährlich verschärfen.
Sein im Frühjahr 2022 im Münsteraner Solibro Verlag erschienener Thriller liquid dreht sich um ein dystopisches Szenario der politisch-ökonomischen Abschaffung des Bargelds in der nahen Zukunft, wie sie in China und Skandinavien schon weit vorangeschritten ist.

### Familie und Sonstiges
Genzmer ist verheiratet und hat zwei Kinder. Seit 2014 betreibt er mit seinem Neffen das Restaurant Maxbar in Krefeld-Bockum.

## Auszeichnungen
Genzmer erhielt:
- 1991 den Förderpreis der Arbeit, Klagenfurt, Österreich für die Kurzgeschichte Essen mit dem Chef
- 1994 das Präsenzstipendium des Stuttgarter Schriftstellerhauses[12]
- 1994 den Niederrheinischen Literaturpreis der Stadt Krefeld[6]
- 2000 das Arbeitsstipendium des Landes Nordrhein-Westfalen
- 2001 den Nettetaler Kurzgeschichten-Preis für Intermezzo in Madrid
- 2002 den Nettetaler Literatur- und den Publikumspreis[13]

## Werke
Genzmer hat an zahlreichen Anthologien mitgewirkt und darüber hinaus folgende Bücher veröffentlicht:

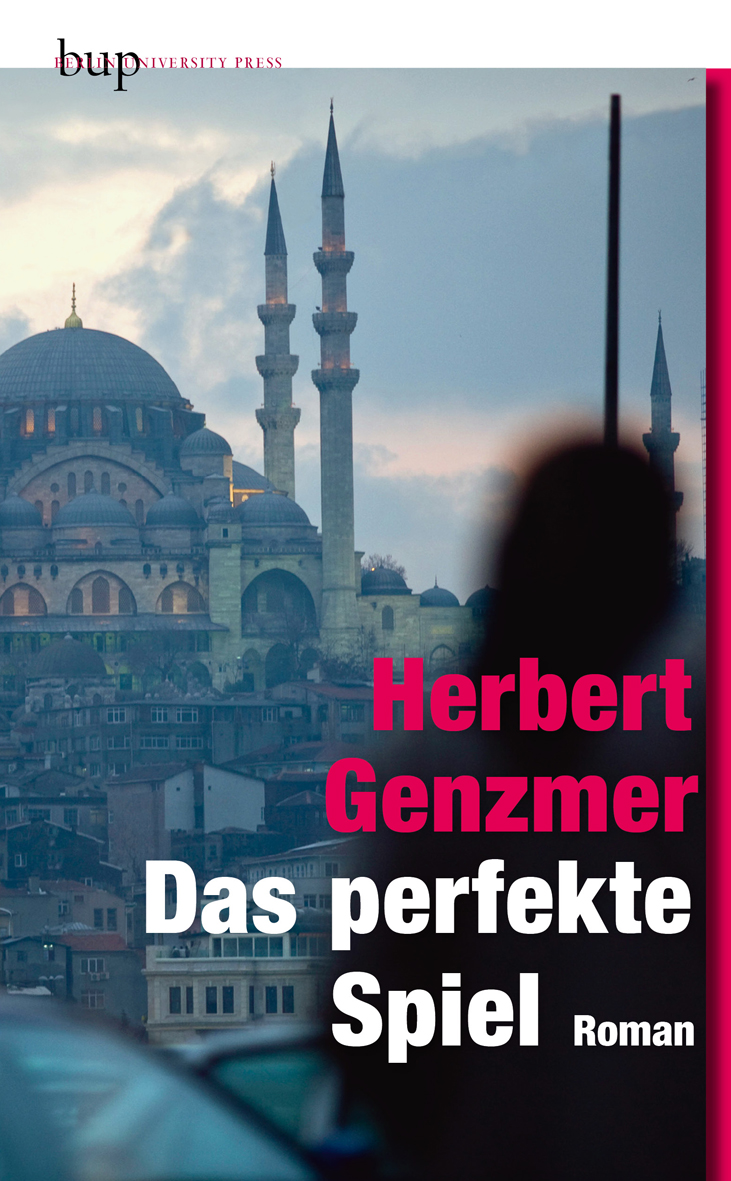
Das perfekte Spiel

### Prosa
- 1986: Cockroach Hotel. Texte. Suhrkamp Verlag, Frankfurt/M. 1986, ISBN 3-518-37743-4.
- 1987: Manhattan Bridge. Roman. Suhrkamp Verlag, Frankfurt/M. 1987, ISBN 3-518-37896-1.
- 1988: Freitagabend. Roman. Suhrkamp Verlag, Frankfurt/M. 1988, ISBN 3-518-38040-0.[14]
- 1993: Das Amulett. Roman. Suhrkamp Verlag, Frankfurt/M. 1996, ISBN 3-518-39141-0 (Phantastische Bibliothek; 338). Erstausgabe 1993 bei Insel.
- 1995: Letzte Blicke, Flüchtige Details. Roman. Insel Verlag, Frankfurt/M. 1995, ISBN 3-458-16721-8.
- 1998: Die Einsamkeit des Zauberers. Roman. Suhrkamp Verlag, Frankfurt/M. 1998, ISBN 3-518-39371-5 (Phantastische Bibliothek; 362).[15]
- 1998: Samstagnachmittag. Texte. Sassafras Verlag, Krefeld 1998, ISBN 3-922690-75-0.
- 2005: Nachtblau. Die Geschichte der Serienmörderin der perversen Verzauberung, von ihr selbst geschildert. Edition Bücher VVA, Essen 2005, ISBN 3-00-016358-1.
- 2006: Gerechtigkeit für João Pereira. Roman. Mitteldeutscher Verlag, Halle/Saale 2006, ISBN 978-3-89812-385-3.
- 2007: Willy und die somnambule Pekinesenkatze. Ein Kinderroman. Artwerk Verlag, Dortmund 2007, ISBN 978-3-938927-25-0 (illustriert von Kyra Stempel).
- 2008: Abzittern. Roman. Mitteldeutscher Verlag, Halle/Saale 2008, ISBN 978-3-89812-541-3.[16]
- 2012: Das perfekte Spiel, Roman. Berlin University Press, Berlin 2012, ISBN 978-3-86280-022-3.[17] Neuauflagen bei dotbooks 2016 und bei Aragon 2017.
- 2013: Getting Lost. Memoir. For Ed Ziemer. Kindle edition
- 2022: liquid. Roman, Solibro Verlag, Münster 2022. ISBN 978-3-96079-092-1.

### Bücher über Sprache und Sprechen

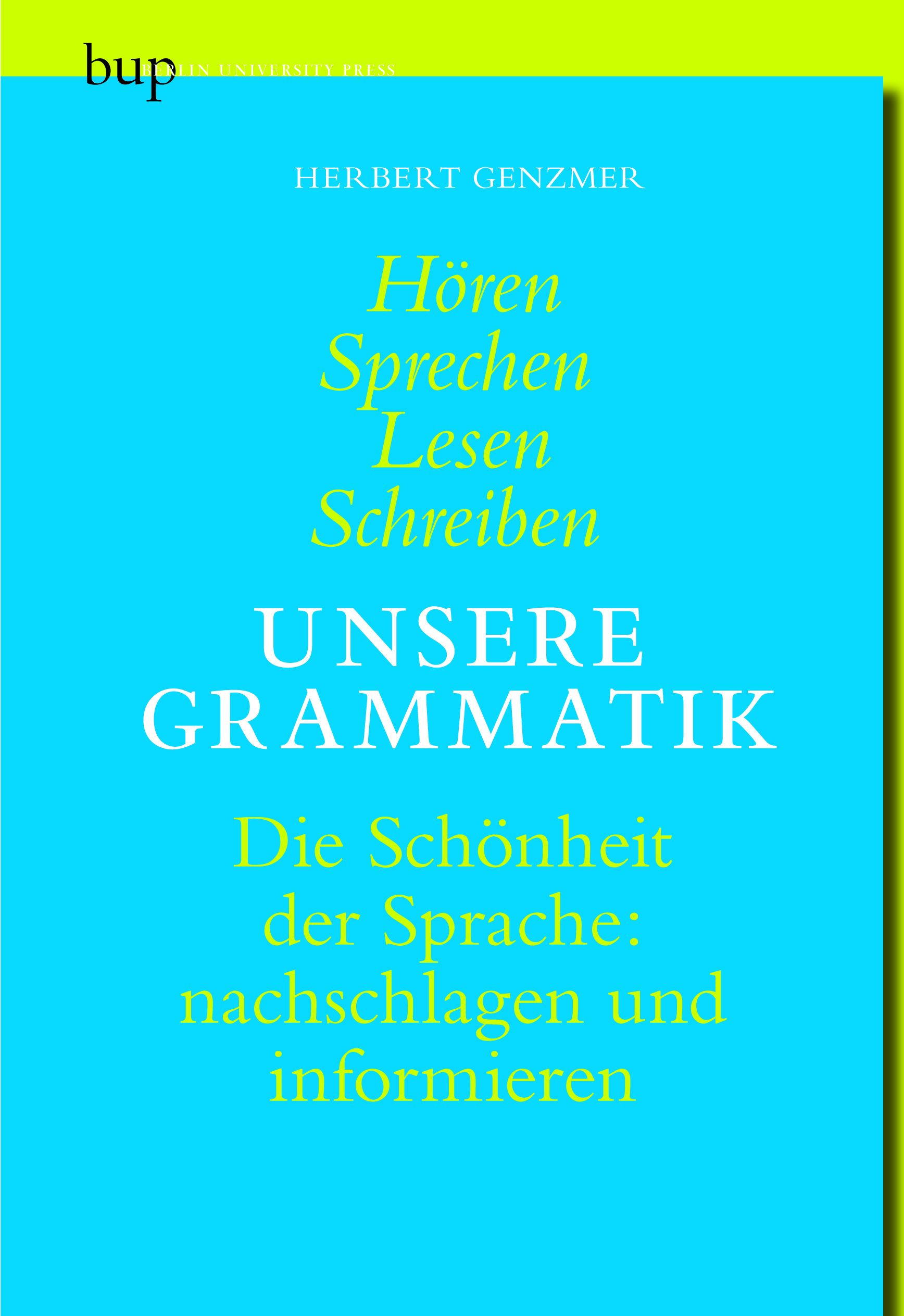
hören, sprechen, lesen, schreiben. Unsere Grammatik

- 1989: verlogen, mendacious, mentiroso. Contrastive Discourse Structures in German, English, and Spanish. Stuttgarter Arbeiten zur Linguistik; 206. Verlag Heinz, Stuttgart 1989, ISBN 3-88099-210-X.
- 1992: mit Helga Bister-Broosen und Penelope Pynes: Spektrum. Grammatik im Kontext. Prentice Hall, Englewood Cliffs, N.J. 1992, ISBN 0-13-517293-4
- 1996: mit Brigitte Nikolai, Tracy Terrell und Erwin P. Tschirner: Kontakte. A Communicative Approach. 3. Aufl. McGraw-Hill, New York 1996, ISBN 0-0722-9710-7
- 1998: Sprache in Bewegung. Eine deutsche Grammatik. Suhrkamp Taschenbuchverlag, Frankfurt/M. 1998, ISBN 3-518-39326-X (früherer Titel „Deutsche Grammatik“).
- 2003: Rhetorik. Die Kunst der Rede. Dumont, Köln 2003, ISBN 3-8321-7610-1.
- 2008: Deutsche Sprache. Ein Schnellkurs. Dumont, Köln 2008, ISBN 978-3-8321-9086-6.[18]
- 2014: hören, sprechen, lesen, schreiben: Unsere Grammatik. Berlin University Press, Köln 2014, ISBN 978-3-86280-066-7.
- 2017: Die deutsche Sprache. Ursprünge, Entwicklung und Wandel. Marixverlag, Wiesbaden 2017, ISBN 978-3-7374-1047-2.

### Reiseliteratur
- 1998: Dalí und Gala. Der Maler und die Muse; eine Doppelbiographie. Rowohlt Verlag, Berlin 1998, ISBN 3-87134-338-2.
- 1999: Herbert Genzmer (Hrsg.): Barcelona. Europa Erlesen. Wieser Verlag, Klagenfurt 1999, ISBN 3-85129-296-0.
- 2001: Herbert Genzmer (Hrsg.): Kalifornien. Ein literarisches Portrait. Insel Verlag, Frankfurt am Main 2001, ISBN 3-458-34336-9.
- 2003: Literarische Spaziergänge durch New York. Insel Verlag, Frankfurt/M. 2003, ISBN 3-458-34583-3.
- 2003: Costa-Daurada. Edicions Tarraco, Tarragona 2003, ISBN 84-73200-74-8.
- 2004: Dalís Katalonien. ein Reisebegleiter. Insel Verlag, Frankfurt/M. 2004, ISBN 3-458-34716-X.
- 2007: mit Bernd Ewert: Kulinarische Wanderungen auf Mallorca. Artwerk Verlag, Dortmund 2007, ISBN 978-3-938927-10-6.
- 2016: Mit Ullrich Hellenbrand: Rätsel der Menschheit. Parragon Books, Bath / Köln 2016, ISBN 978-1-4748-6103-8.